# Ганьсянь
Ганься́нь (кит. упр. 赣县, пиньинь Gànxiàn, буквально: «уезд Гань») — район городского подчинения городского округа Ганьчжоу провинции Цзянси (КНР).

## История
Уезд Ганьсянь (赣县) был образован ещё во времена империи Хань в 201 году до н.э. Во времена империи Цзинь в 282 году был создан Наньканский округ (南康郡), власти которого с 349 года разместились в уезде Ганьсянь.
Во времена империи Суй Наньканский округ был в 589 году переименован в Цяньчжоускую область (虔州). В 607 году Цяньчжоуская область снова стала Наньканским округом, но после смены империи Суй на империю Тан Наньканский округ был в 622 году вновь переименован в Цяньчжоускую область. В 742 году Цяньчжоуская область снова стала Наньканским округом, но уже в 758 году Наньканский округ окончательно стал Цяньчжоуской областью. Во времена империи Сун в 1153 году в связи с тем, что у иероглифа «Цянь» имеются значения «убивать, насильничать, грабить», было решено сделать название области более благозвучным, и Цяньчжоуская область была переименована в Ганьчжоускую область (赣州).
После монгольского завоевания и образования империи Юань Ганьчжоуская область стала в 1277 году Ганьчжоуским регионом (赣州路). Когда в середине XIV века разразились антимонгольские восстания, то в 1365 году эти места перешли под контроль повстанцев под руководством Чжу Юаньчжана, и «регионы» были переименованы в «управы» — так появилась Ганьчжоуская управа (赣州府). После Синьхайской революции в Китае была проведена реформа структуры административного деления, в ходе которой управы были упразднены, поэтому в 1912 году Ганьчжоуская управа была расформирована.
На завершающем этапе гражданской войны войска коммунистов заняли эти места 14 августа 1949 года. 15 августа 1949 года посёлок Ганьчжоу был выделен из уезда Ганьсянь в отдельный городской уезд Ганьчжоу.
После образования КНР в 1949 году был создан Специальный район Ганьчжоу (赣州专区), и уезд вошёл в его состав. В ноябре 1949 года Специальный район Ганьчжоу был расформирован, и был создан Ганьсинаньский административный район (赣西南行署区). 17 июня 1951 года был упразднён Ганьсинаньский административный район и воссоздан Специальный район Ганьчжоу. В мае 1954 года Специальный район Ганьчжоу был переименован в Ганьнаньский административный район (赣南行政区). В мае 1964 года Ганьнаньский административный район был снова переименован в Специальный район Ганьчжоу. В 1970 году Специальный район Ганьчжоу был переименован в Округ Ганьчжоу (赣州地区).
Постановлением Госсовета КНР от 24 декабря 1998 года округ Ганьчжоу был преобразован в городской округ. Это постановление вступило в силу с 1 июля 1999 года.
В октябре 2016 года уезд Ганьсянь был преобразован в район городского подчинения.

## Административное деление
Район делится на 12 посёлков и 7 волостей.